# Alonso de Mercadillo
Alonso de Mercadillo y Villena, né à Loja (Grenade) et mort en 1560 à Loja (Équateur), est un conquistador espagnol. 
Fondateur des villes de Loja et de Zaruma (es), il est également cofondateur, avec Hernando de Benavente, de la ville de Zamora de los Alcaides. 

## Biographie
Les parents d'Alonso de Mercadillo sont Don Luis de Mercadillo et Doña Leonor de Villena. Sa date de naissance est inconnue, mais elle remonte probablement au début du XVIe siècle. 
Selon l'hispaniste Marcos Jiménez de la Espada, Alonso de Mercadillo s'embarque pour l'Amérique en 1535, dans le port de Sanlúcar de Barrameda, dans le cadre d'une expédition visant à pacifier le gouvernorat de Veragua (aujourd'hui Panama). Après bien des péripéties, Mercadillo arrive au Pérou pour se placer sous les ordres de Francisco Pizarro et de son frère Gonzalo Pizarro. Il participe à la bataille de Salinas, où Pizarro triomphe sur Diego de Almagro. Plus tard, lorsque Gonzalo Pizarro se soulève contre la couronne espagnole lors de la rébellion des encomenderos (il a refusé d'obéir aux lois interdisant l'asservissement des Indiens), Alonso de Mercadillo quitte Gonzalo Pizarro et se range du côté du roi d'Espagne dans la bataille de Xaxilajuana, qui se termine par la décapitation de Gonzalo Pizarro.
En 1546, deux ans avant de fonder la ville de Loja dans la vallée de Cuxibamba, Alonso de Mercadillo fonde la ville de La Zarza, sur les ordres de Gonzalo Pizarro, dans un lieu appelé Carrochamba, dont l'emplacement est encore contesté à ce jour. Selon un témoignage de Juan de Salinas y Loyola (es), chroniqueur et bras droit de Mercadillo, cette fondation est la première tentative de peupler la ville de Loja, mais elle ne prospère pas car le lieu est insalubre. La fondation définitive de Loja se fera en 1548 par mandat de Pedro de la Gasca, dans la vallée de Cuxibamba. La ville fondée prend alors le nom d'Inmaculada Conception de Loja.
Jiménez de la Espada déclare que Mercadillo a été l'un des premiers à découvrir les régions orientales du Marañón-Amazone, riches en gisements d'or. L'expédition d'Alonso de Mercadillo en 1538 n'échoue qu'en raison de la rébellion de ses hommes en raison des innombrables dangers de l'aventure. Ils reviennent alors à Xauxa avec Mercadillo enchaîné pour le livrer à la Cour du Saint-Office. La Cour ne trouve aucune affaire sérieuse et il est acquitté. Si le boycott ne l'avait pas empêché, Mercadillo aurait atteint le Marañón quatre ans avant que Francisco de Orellana (1542) ne le fasse.
Une fois Gonzalo Pizarro vaincu, le pacificateur Pedro de la Gasca ordonne au capitaine Mercadillo de continuer à peupler le sud de l'audience royale de Quito, en fondant de nouvelles villes. Les fondations de Zaruma et de Zamora obéissent à cet ordre.
D'après les différentes preuves de Juan de Salinas y Loyola, le gouvernement de Loja aspirait à devenir une sorte de couloir géographique entre le Pacifique et l'Atlantique, ayant le fleuve Amazone pour route principale ; une région riche en gisements d'or, où Loja était destinée à servir de capitale stratégique. Les expéditions de Juan de Salinas et Diego Vaca de Vega partiront plus tard de Loja pour découvrir le nord-est du Pérou.
Alonso de Mercadillo meurt à Loja en 1560. Sa maison, héritée de sa veuve, Josefina de Villalobos, était située en face de la place centrale, à côté des maisons hispaniques actuelles occupées par le musée du ministère de la Culture et du gouvernement de Loja, à l'angle des rues Bernardo Valdivieso et du 10 août. Un maire ignorant probablement l'histoire de sa maison ordonna sa démolition en 1967. Elle était alors déjà en ruine.

## Hommage
En hommage à Alonso de Mercadillo, un monument équestre se dresse à Loja. 